# Fort Sint-Anna (Saaftinge)
Fort Sint Anna, de Zeeuwse Bril, de Geuzenbril of ’t Fort Saeftinge is een voormalig fort in de voormalige polder van Namen. De resten liggen in het Verdronken Land van Saeftinghe.

## Geschiedenis
Het fort werd door de Spanjaarden aangelegd in de periode 1630-1632. Via het fort kon de toegang tot het Saftingergat worden gecontroleerd. Dit was enerzijds van belang in verband met de verdediging van de stad Hulst (die toen in Spaanse handen was en door Staatse troepen werd bedreigd) en anderzijds ter veiligstelling van een sluiproute om vanuit Antwerpen buiten de Staatse forten Lillo en Liefkenshoek om in de Honte (de Westerschelde) te kunnen komen. Die route werd in 1631 op de proef gesteld toen een Spaanse armada vanuit Antwerpen in noordelijke richting oprukte. Dankzij het bezit van het fort Sint Anna kon de Honte worden bereikt. De armada werd verslagen bij de Slag op het Slaak in september 1631.
In de ochtend van 17 juli 1632 werd het fort Sint Anna door de Staatsgezinden veroverd; het was toen nog niet afgebouwd. Zo waren slechts twee van de vijf geplande bolwerken klaar. Het fort droeg vervolgens bij aan het borgen van de Noord-Nederlandse hegemonie over het zuidwestelijke deltagebied. Vanaf november 1645 fungeerde het fort als een voorpost van de Staatse vesting Hulst. Het was voorts van belang voor de verdediging van de zuidgrens van het gewest Zeeland en voor het veiligstellen van de Zeeuwse greep op de Honte. Het fort viel tot 1671 onder de militaire commandant van Hulst. Door oplopende internationale spanningen werden de bevoegdheden gewijzigd en werd de commandant van fort Sint-Anna zelf verantwoordelijk.
In 1715 overstroomde de polder van Namen, die niet meer werd herdijkt, en medio 1718 werd het fort verlaten.
- website van Han Leune